# Martinique-i ara
A Martinique-i ara (Ara martinica) a madarak osztályának papagájalakúak (Psittaciformes)  rendjébe és a papagájfélék (Psittacidae) családjába tartozó hipotetikus faj.

## Előfordulása
A Kis-Antillák szigetcsoportjához tartozó Martinique szigeten élt.

## Megjelenése
Feje zöld, hasa narancs sárga vagy halvány piros volt.

## Kihalása
A vadászat okozhatta a kihalását, de az élőhely irtása is közrejátszott. Egyik közeli rokona a sárgáskék ara (Ara erythrura).